# Lijst van Nederlandse deelnemers aan de Olympische Zomerspelen van 1948
Dit is een lijst van Nederlandse deelnemers aan de Olympische Zomerspelen van 1948 in Londen.
| Olympiër                           | Sport                    | Onderdeel                                                              | Ervaring  |
| ---------------------------------- | ------------------------ | ---------------------------------------------------------------------- | --------- |
| Lida van den Anker-Doedens         | kanovaren                | K-1 500 m                                                              | debutant  |
| Bram Appel                         | voetbal                  | team                                                                   | debutant  |
| Han van den Berg                   | roeien                   | vier zonder stuurman                                                   | debutant  |
| Willem van den Berg                | schermen                 | floret team sabel individueel sabel team                               | debutant  |
| Theo Blankenauw                    | wielrennen               | 1000 m tijdrit 4000 m ploegenachtervolging                             | debutant  |
| Fanny Blankers-Koen                | atletiek                 | 100 m 200 m 80 m horden 4 x 100 m estafette                            | 2e Spelen |
| Jochem Bobeldijk                   | kanovaren                | K-1 10000 m                                                            | debutant  |
| André Boerstra                     | hockey                   | team                                                                   | debutant  |
| Bob Bonte                          | zwemmen                  | 200 m schoolslag                                                       | debutant  |
| Christiaan Johannes Petrus Both    | schieten                 | kleinkalibergeweer 50 m                                                | 2e Spelen |
| Henk Bouwman                       | hockey                   | team                                                                   | debutant  |
| Cor Braasem                        | waterpolo                | team                                                                   | debutant  |
| Piet Bromberg                      | hockey                   | team                                                                   | debutant  |
| Jan de Bruine                      | paardensport             | springconcours individueel springconcours team                         | 2e Spelen |
| Jan Hendrik Brussaard              | schieten                 | kleinkalibergeweer 50 m                                                | 2e Spelen |
| Klaas Buchly                       | wielrennen               | tandem                                                                 | debutant  |
| Jeu van Bun                        | voetbal                  | team                                                                   | debutant  |
| Adam Hendrik ten Cate              | paardensport             | eventing individueel                                                   | debutant  |
| Bram Charité                       | gewichtheffen            | zwaargewicht (boven 82,5 kg)                                           | debutant  |
| Hermanus Antonius Henrich Corman   | boksen                   | vlieggewicht (tot 51 kg)                                               | debutant  |
| Elly Dammers                       | atletiek                 | speerwerpen                                                            | debutant  |
| Han Dekker                         | roeien                   | vier zonder stuurman                                                   | debutant  |
| Harry Derckx                       | hockey                   | team                                                                   | debutant  |
| Henk Dijk                          | Grieks-Romeins worstelen | vedergewicht (tot 62 kg)                                               | debutant  |
| Han Drijver                        | hockey                   | team                                                                   | debutant  |
| Biem Dudok van Heel                | zeilen                   | drakenklasse                                                           | debutant  |
| Wim van Duyl                       | zeilen                   | drakenklasse                                                           | debutant  |
| Dicky van Ekris                    | zwemmen                  | 100 m rugslag                                                          | debutant  |
| Dik Esser                          | hockey                   | team                                                                   | debutant  |
| Henk Faanhof                       | wielrennen               | wegwedstrijd individueel wegwedstrijd team 4000 m ploegenachtervolging | debutant  |
| Ruud van Feggelen                  | waterpolo                | team                                                                   | debutant  |
| Cobie Floor                        | schoonspringen           | 3-m plank                                                              | debutant  |
| Greetje Galliard                   | zwemmen                  | 100 m rugslag                                                          | debutant  |
| Anna Maria van Geene               | turnen                   | meerkamp team                                                          | debutant  |
| Tinus van Gelder                   | wielrennen               | tandem                                                                 | debutant  |
| Lenie Gerrietsen                   | turnen                   | meerkamp team                                                          | debutant  |
| Cees Gravesteijn                   | kanovaren                | K-2 1000 m                                                             | debutant  |
| Evert Grift                        | wielrennen               | wegwedstrijd individueel wegwedstrijd team                             | debutant  |
| Jannie de Groot                    | zwemmen                  | 200 m schoolslag                                                       | debutant  |
| Klaas de Groot                     | Grieks-Romeins worstelen | middengewicht (tot 79 kg)                                              | debutant  |
| Joachim Joseph Gruppelaar          | paardensport             | springconcours individueel springconcours team                         | debutant  |
| Sietze Haarsma                     | roeien                   | vier zonder stuurman                                                   | debutant  |
| Joop Harmans                       | wielrennen               | 4000 m ploegenachtervolging                                            | debutant  |
| Kiki Heck                          | schoonspringen           | 3-m plank                                                              | debutant  |
| Wim van Heel                       | hockey                   | team                                                                   | debutant  |
| Truida Heil-Bonnet                 | turnen                   | meerkamp team                                                          | debutant  |
| Jan Hijzelendoorn                  | wielrennen               | 1000 m sprint                                                          | debutant  |
| Antoon Franciscus Hoevers          | schermen                 | sabel team                                                             | debutant  |
| Tonnie Hom                         | zwemmen                  | 200 m schoolslag                                                       | debutant  |
| Roelof Jacobus Hordijk             | schermen                 | degen individueel                                                      | debutant  |
| Ria van der Horst                  | zwemmen                  | 100 m rugslag                                                          | debutant  |
| Hans Houtzager sr.                 | atletiek                 | kogelslingeren                                                         | 2e Spelen |
| Koos de Jong                       | zeilen                   | firefly klasse                                                         | debutant  |
| Gré de Jongh                       | atletiek                 | 100 m 200 m                                                            | debutant  |
| Kees Jonker                        | zeilen                   | drakenklasse                                                           | 2e Spelen |
| Gerda van der Kade-Koudijs         | atletiek                 | 80 m horden 4 x 100 m estafette verspringen                            | debutant  |
| Jacoba Adriana van Kampen-Tonneman | turnen                   | meerkamp team                                                          | debutant  |
| Nel Karelse                        | atletiek                 | 200 m verspringen                                                      | debutant  |
| Flip Keegstra                      | zeilen                   | swallow klasse                                                         | debutant  |
| Henny Keetelaar                    | waterpolo                | team                                                                   | debutant  |
| Paulus Franciscus Mathias Kessels  | schieten                 | snelvuurpistool 25 m                                                   | debutant  |
| Kees Kievit                        | zwemmen                  | 100 m rugslag                                                          | debutant  |
| Jan Kleyn                          | atletiek                 | 100 m                                                                  | debutant  |
| Cees Koch                          | kanovaren                | K-2 10000 m                                                            | debutant  |
| Ans Koning                         | atletiek                 | speerwerpen                                                            | debutant  |
| Nijs Korevaar                      | waterpolo                | team                                                                   | debutant  |
| Piet Kraak                         | voetbal                  | team                                                                   | debutant  |
| Kees Krijgh                        | voetbal                  | team                                                                   | debutant  |
| Wim van der Kroft                  | kanovaren                | K-1 1000 m                                                             | 2e Spelen |
| Roepie Kruize                      | hockey                   | team                                                                   | debutant  |
| Eddy Kuijpers                      | schermen                 | floret individueel floret team sabel individueel sabel team            | debutant  |
| Jan Lammers                        | atletiek                 | 200 m 4 x 100 m estafette                                              | debutant  |
| Jenne Langhout                     | hockey                   | team                                                                   | debutant  |
| Jef Lataster                       | atletiek                 | 5000 m 10000 m                                                         | debutant  |
| Abe Lenstra                        | voetbal                  | team                                                                   | debutant  |
| Moos Linneman                      | boksen                   | vedergewicht (tot 58 kg)                                               | debutant  |
| Dick Loggere                       | hockey                   | team                                                                   | debutant  |
| Ernest van Loon                    | paardensport             | eventing individueel                                                   | debutant  |
| Nico Lutkeveld                     | atletiek                 | speerwerpen                                                            | debutant  |
| Bob Maas                           | zeilen                   | star klasse                                                            | 3e Spelen |
| Margot Marsman                     | zwemmen                  | 4 x 100 m vrije slag estafette                                         | debutant  |
| Henk van der Meer                  | roeien                   | dubbeltwee                                                             | debutant  |
| Jan Meijer                         | atletiek                 | 100 m 4 x 100 m estafette                                              | debutant  |
| Dientje Meijer-Haantjes            | turnen                   | meerkamp team                                                          | debutant  |
| Mary Meijer-van der Sluis          | schermen                 | floret individueel                                                     | debutant  |
| Frans Mosman                       | schermen                 | floret team sabel individueel sabel team                               | 3e Spelen |
| Johannes Hendricus Munnikes        | Grieks-Romeins worstelen | lichtgewicht (tot 67 kg)                                               | debutant  |
| Tom Neumeier                       | roeien                   | dubbeltwee                                                             | debutant  |
| Ans Panhorst-Niesink               | atletiek                 | kogelstoten discuswerpen                                               | 2e Spelen |
| Piet Peters                        | wielrennen               | wegwedstrijd individueel wegwedstrijd team                             | debutant  |
| Wim Pool                           | kanovaren                | K-2 1000 m                                                             | debutant  |
| Klaasje Post                       | turnen                   | meerkamp team                                                          | debutant  |
| Hennie Quentemeijer                | boksen                   | licht zwaargewicht (tot 82,5 kg)                                       | debutant  |
| Jan Remie                          | boksen                   | lichtgewicht (tot 62 kg)                                               | debutant  |
| Ton Richter                        | hockey                   | team                                                                   | debutant  |
| Jaap Rijks                         | paardensport             | springconcours individueel springconcours team                         | debutant  |
| Kees Rijvers                       | voetbal                  | team                                                                   | debutant  |
| Joop Rohner                        | waterpolo                | team                                                                   | debutant  |
| Nel Roos-Lodder                    | atletiek                 | discuswerpen                                                           | debutant  |
| André Roosenburg                   | voetbal                  | team                                                                   | debutant  |
| Annie Ros                          | turnen                   | meerkamp team                                                          | debutant  |
| Frits de Ruijter                   | atletiek                 | 800 m 1500 m                                                           | debutant  |
| Frits Ruimschotel                  | waterpolo                | team                                                                   | debutant  |
| Piet Salomons                      | waterpolo                | team                                                                   | debutant  |
| Henk Schijvenaar                   | voetbal                  | team                                                                   | debutant  |
| Gabe Scholten                      | atletiek                 | 200 m 4 x 100 m estafette                                              | debutant  |
| Geurt Gerhard Schoonman            | schieten                 | kleinkalibergeweer 50 m                                                | debutant  |
| Johan Frederik Schouten            | Grieks-Romeins worstelen | weltergewicht (tot 73 kg)                                              | debutant  |
| Jan Schubart                       | boksen                   | middengewicht (tot 73 kg)                                              | debutant  |
| Irma Schuhmacher                   | zwemmen                  | 100 m vrije slag 4 x 100 m vrije slag estafette                        | debutant  |
| Anja Secrève                       | schermen                 | floret individueel                                                     | debutant  |
| Wim Slijkhuis                      | atletiek                 | 1500 m 5000 m                                                          | debutant  |
| Jan Smeekens                       | gewichtheffen            | middengewicht (tot 75 kg)                                              | debutant  |
| Frits Smol                         | waterpolo                | team                                                                   | debutant  |
| Xenia Stad-de Jong                 | atletiek                 | 100 m 4 x 100 m estafette                                              | debutant  |
| Hans Stam                          | waterpolo                | team                                                                   | debutant  |
| Harry Stroo                        | kanovaren                | K-2 10000 m                                                            | debutant  |
| Eddy Stutterheim                   | zeilen                   | star klasse                                                            | debutant  |
| Hein van Suylekom                  | roeien                   | vier zonder stuurman                                                   | 2e Spelen |
| Rinus Terlouw                      | voetbal                  | team                                                                   | debutant  |
| Hannie Termeulen                   | zwemmen                  | 100 m vrije slag 4 x 100 m vrije slag estafette                        | debutant  |
| Jo Teunissen-Waalboer              | atletiek                 | speerwerpen                                                            | debutant  |
| Eddy Tiel                          | hockey                   | team                                                                   | debutant  |
| Cock van der Tuijn                 | voetbal                  | team                                                                   | debutant  |
| Marie-Louise Vaessen               | zwemmen                  | 100 m vrije slag 4 x 100 m vrije slag estafette                        | debutant  |
| Nel van Vliet                      | zwemmen                  | 200 m schoolslag                                                       | debutant  |
| Gerrit Voorting                    | wielrennen               | wegwedstrijd individueel wegwedstrijd team 4000 m ploegenachtervolging | debutant  |
| Wim de Vries Lentsch jr.           | zeilen                   | swallow klasse                                                         | debutant  |
| Arie de Vroet                      | voetbal                  | team                                                                   | debutant  |
| Henny ter Weer                     | schermen                 | floret individueel floret team sabel individueel                       | debutant  |
| Jacoba Wijnands                    | turnen                   | meerkamp team                                                          | debutant  |
| Frits Wijngaard                    | boksen                   | weltergewicht (tot 67 kg)                                              | debutant  |
| Faas Wilkes                        | voetbal                  | team                                                                   | debutant  |
| Nettie Witziers-Timmer             | atletiek                 | 4 x 100 m estafette                                                    | debutant  |
| Johannes Adrianus Zoet             | schermen                 | floret individueel                                                     | debutant  |
| Jan Zwaan                          | atletiek                 | 110 m horden                                                           | debutant  |
| Jo Zwaan                           | atletiek                 | 100 m 4 x 100 m estafette                                              | debutant  |